# Luigi Ferrando (ciclista)
Luigi Ferrando, detto Luigìn (Acquasanta, 28 aprile 1911 – Genova, 7 febbraio 2003), è stato un ciclista su strada e ciclocrossista italiano, attivo come dilettante e indipendente dal 1930 al 1942.

## Carriera
Nato nel 1911, iniziò a gareggiare nel ciclismo già negli anni venti. Indipendente dal 1930, nel 1935 si aggiudicò in Catalogna il Trofeo Masferrer (primo italiano a riuscirvi) e nel 1938 a Genova il Giro dell'Appennino. Vinse in quegli anni anche un titolo nazionale su strada per indipendenti, nel 1930, e cinque titoli nazionali di ciclocross (o "ciclocampestri"), nel 1932, 1935, 1936, 1938 e 1939.
In carriera fu anche secondo alla Tre Valli Varesine 1930, partecipando inoltre ad alcune edizioni della Milano-Sanremo e del Giro di Lombardia.

## Palmarès

### Strada
- 1930

Campionati italiani, classifica Indipendenti
- 1933

3ª tappa Giro della Liguria (Savona > La Spezia)
4ª tappa Giro della Liguria (La Spezia > Genova)
Pontedecimo-Passo della Bocchetta
- 1935

Trofeo Masferrer
- 1936

Giro della Lunigiana
Sassi-Superga
- 1938

Giro dell'Appennino

### Ciclocross
- 1932

Campionati italiani
- 1935

Campionati italiani
- 1936

Campionati italiani
- 1937

Coppa La Piemonte
- 1938

Campionati italiani
- 1939

Campionati italiani

## Piazzamenti

### Classiche monumento
- Milano-Sanremo

1931: 45º
1934: 65º
- Giro di Lombardia

1931: 30º
1936: 16º